# Les 400 coups
Les 400 coups là một nhà xuất bản tiếng Pháp, chủ yếu xuất bản truyện tranh, được thành lập vào năm 1994 và có trụ sở tại Montréal, Québec, Canada. Nhà xuất bản cung cấp truyện tranh cho thị trường nội địa cũng như Pháp. Các bộ truyện của nhà xuất bản này có mặt ở Canada và các nước Pháp ngữ ở Châu Âu (Pháp, Bỉ, Thụy Sĩ).

## Lịch sử
Les 400 coups được thành lập vào năm 1995 tại Montreal bởi Serge Thérou, đồng sáng lập của nhà in Mille-Îles. Vào năm 2008, nhà xuất bản đã được mua lại bởi Nhóm biên tập Caractère, được Éditions Transcontinental mua lại vào năm 2012 mà không có Les 400 coups là một phần trong giao dịch. Năm 2013, Simon de Jocas, cựu giáo viên và cố vấn giáo dục, trở thành chủ sở hữu duy nhất và tổng giám đốc của Les 400 coups.
Trước khi được Simon de Jocas tiếp quản, Les 400 Coups đã có hơn ba mươi bộ sưu tập dành cho trẻ em, người lớn và truyện tranh. Các bộ sưu tập dành cho người lớn đã được sản xuất bởi Éditions Somme Tout từ năm 2013. Cùng năm, Mécanique Générale, ban đầu là một trong những tuyển tập truyện tranh, đã trở thành một nhà xuất bản độc lập. Bộ sưu tập “Coups de tête” đã được Éditions Tête Première mua lại.
Kể từ năm 2013, Les 400 Coups đã tập trung lại vào các album dành cho thanh thiếu niên, hướng đến đối tượng từ 0-12 tuổi. Những tác phẩm này, trước đây đã được xuất bản trong 18 tuyển tập khác nhau, nay được trải rộng trên 6 tuyển tập.
Năm 2020, 400 Coups đã giành được giải thưởng BOP 2020 cho nhà xuất bản dành cho trẻ em tốt nhất ở Bắc Mỹ tại Hội chợ sách dành cho trẻ em Bologna.
Các album của 400 Coups được phân phối bởi nhà phát sóng-nhà phân phối Dimedia ở Canada và nhà phát sóng-nhà phân phối Interforum-Volumen ở châu Âu.